# RS-26 Rubezh
El RS-26 Rubezh (en ruso: РС-26 «Рубеж») es un misil balístico intercontinental ruso de combustible sólido con ojivas MIRV hipersónicas, en estado de desarrollo avanzado a principios de 2015. Tras un fallo inicial en 2011, se lanzó en pruebas con éxito por primera vez desde el Cosmódromo de Plesetsk el 26 de mayo de 2012, alcanzando su blanco en el Polígono de tiro de Kurá a unos 6.000 km de distancia unos minutos después. Posteriormente se realizaron otros lanzamientos con éxito desde Kapustin Yar a Sary Shagan los días 24 de octubre de 2012 y 6 de junio de 2013. Según el comandante de las Fuerzas de Misiles Estratégicos de Rusia, coronel-general Sergéi Karakayev, el Rubezh debía entrar en servicio en 2016. Sin embargo, debido a la disponibilidad de los nuevos RS-24 Yars y R-30 Bulava, el desarrollo del lanzador se ha congelado hasta al menos 2027 y los fondos se dedicarán al perfeccionamiento del vehículo de ataque hipersónico Avangard.

## Uso conjeturado
Durante la guerra entre Rusia y Ucrania, según Ukrainska Pravda, el 20 de noviembre de 2024, en los medios de comunicación se especuló con la posibilidad de que Rusia haya probado el misil balístico RS-26 Rubezh. Los informes sugirieron que podría haber sido un lanzamiento de prueba desde el polígono de Kapustin Yar en la región de Astracán o un lanzamiento de combate.
Según la Fuerza Aérea de Ucrania, el 21 de noviembre de 2024 la Federación Rusa lanzó un número no especificado de misiles RS-26 sin ojivas nucleares contra Ucrania, aparentemente apuntando a infraestructura crítica en la ciudad ucraniana central de Dnipro. Se le pidió al portavoz del gobierno ruso, Dmitry Peskov , que confirmara esto, y respondió que "no tenía nada que decir sobre este tema". Un funcionario occidental declaró que el misil utilizado en el ataque en cuestión no era un ICBM sino un misil balístico estándar. Más tarde ese día, Vladímir Putin confirmó que el ataque de hecho no había sido realizado por un ICBM, sino por un nuevo modelo de un misil balístico de alcance intermedio (IRBM), utilizando una carga útil hipersónica no nuclear denominado "Oreshnik".